# Ochromelinda cuthbertsoni
Ochromelinda cuthbertsoni är en tvåvingeart som beskrevs av Villeneuve 1939. Ochromelinda cuthbertsoni ingår i släktet Ochromelinda och familjen spyflugor.
Artens utbredningsområde är Zimbabwe. Inga underarter finns listade i Catalogue of Life.